# Девід Север
Девід Север (англ. David Sever) — американський герпетолог, гістолог, репродуктивний біолог. Автор зоологічних таксонів.

## Біографія
Уродженець міста Кантон у штаті Огайо. Змалку цікавився динозаврами, але згодом присвятив себе вивченню сучасних земноводних та плазунів. Север отримав ступінь доктора філософії в університеті Тулейн у 1974 році за вивчення вторинних статевих ознак безлегеневих саламамандр. З 2004 року очолює біологічний факультет Університету Південно-Східної Луїзіани.
Север є автором понад 150 книг, статей та публікацій у більш ніж 100 журналах. За даними Google Scholar він має h-індекс 23.